# Chelsea Wolfe
Chelsea Joy Wolfe (* 14. listopadu 1983 Roseville) je americká zpěvačka a kytaristka. Její otec působil v countryové kapele a měl domácí nahrávací studio. Své první album The Grime and the Glow vydala v roce 2010. Později vydala několik dalších alb. Tvoří jak folkovou hudbu, tak například i experimentální metalovou. V roce 2012 nahrála a vydala pět coververzí písní od anglické anarcho-punkové kapely Rudimentary Peni. V roce 2012 nahrál zpěvák Mark Lanegan coververzi její písně „Flatlands“ (vyšla na albu Imitations). V roce 2017 se podílela na písni „Mareridt“ z alba Mareridt od projektu Myrkur.

## Diskografie

### Studiová alba
- The Grime and the Glow (2010)
- Apokalypsis (2011)
- Pain Is Beauty (2013)
- Abyss (2015)
- Hiss Spun (2017)
- Birth of Violence (2019)
- She Reaches Out to She Reaches Out to She (2024)[1]